# PGC 212745
LEDA/PGC 212745 ist eine Galaxie im Sternbild Fische auf der Ekliptik. Sie ist schätzungsweise 667 Millionen Lichtjahre von der Milchstraße entfernt und hat einen Durchmesser von etwa 110.000 Lichtjahren. Vom Sonnensystem aus entfernt sich das Objekt mit einer errechneten Radialgeschwindigkeit von näherungsweise 14.800 Kilometern pro Sekunde.
Im selben Himmelsareal befinden sich unter anderem die Galaxien NGC 509, NGC 516, NGC 524, PGC 94303.